# أندرو أوي
أندرو أوي (بالإنجليزية: Andrew Uwe) (12 أكتوبر 1967 - ) هو لاعب كرة قدم نيجيري في مركز الدفاع. شارك مع منتخب نيجيريا لكرة القدم.

## وصلات خارجية
- أندرو أوي على موقع قاعدة بيانات كرة القدم.إي يو (الإنجليزية)
- أندرو أوي على موقع قاعدة بيانات كرة القدم.إي يو (الإنجليزية)
- أندرو أوي على موقع ناشيونال فوتبول تيمز (الإنجليزية)
- أندرو أوي على موقع عالم كرة القدم.نت (الإنجليزية)
- أندرو أوي على موقع أوليمبيديا (الإنجليزية)